# Wang (Bayern)
Wang (Bayern) este o comună din landul Bavaria, Germania.